# Опушка леса в Фонтенбло
«Опушка леса в Фонтенбло» — картина художника-импрессиониста Альфреда Сислея из собрания Государственного музея изобразительных искусств имени А. С. Пушкина (Пушкинского музея). 
На картине изображены несколько деревьев с частично облетевшей жёлто-оранжевой листвой, в левой части под деревьями виднеется небольшой домик. Справа внизу подпись художника и дата: Sisley 85. На обороте картины несколько надписей и ярлыков, в том числе два варианта названия картины на французском языке: La lisière de la Foret de Fontainebleau и Lisière de la foret de Fontainebleau mass и этикетки парижской и нью-йоркской галерей Поля Дюран-Рюэля.
Как следует из авторской подписи, картина написана в 1885 году. Первым её владельцем был Ж.-Б. Фор; 1 марта 1900 года она была выкуплена у его жены Полем Дюран-Рюэлем. 29 апреля 1905 года картину за 9500 франков купил московский промышленник и коллекционер И. А. Морозов. После Октябрьской революции собрание Морозова было национализировано и с 1923 года картина находилась в Государственном музее нового западного искусства (ГМНЗИ). В 1948 году ГМНЗИ был расформирован и картина была передана в Государственный музей изобразительных искусств имени А. С. Пушкина. Выставляется в Галерее искусства стран Европы и Америки XIX—XX веков, зал 16.
Советский искусствовед, профессор СПбГУ Н. Н. Калитина отнеслась к картине весьма критически; в частности, описывая период 1880-х годов, она отмечала:

В творчестве [Сислея] не происходит резких изменений, но он начинает метаться, старается добиться большей выразительности, усиливая звучание цвета и размашистость мазка. Это чувствуется в пейзаже «Опушка леса в Фонтенбло». <…> Можно проследить за каждым движением кисти, с какой-то лихорадочностью бросающей на холст краску. <…> Соответствовала ли такая манера письма, такая повышенная интенсивность цвета дарованию Сислея? Вряд ли.

Существует ещё один, очень близкий пейзаж Сислея «В лесу осенью», эта работа находится в частной коллекции в Швейцарии.